# Dr. Slump
Dr. Slump (スランプ, Dokutā Suranpu) é uma série de mangá japonesa escrita e ilustrada por Akira Toriyama. Foi serializada pela editora Shueisha na revista Weekly Shonen Jump de 1980 a 1984, que formaram 18 volumes tankobon. A série segue as aventuras cômicas do pequeno robô Arale Norimaki, seu criador Senbei Norimaki, e os outros moradores da bizarra Vila Pinguim.
O mangá foi adaptado em uma série de de anime pela Toei Animation, que foi exibida pela Fuji TV de 1981 a 1986, consistindo de 243 episódios. Um remake foi criado treze anos após o fim do mangá, consistindo de 74 episódios que foram transmitidos de 1997 a 1999. A série também gerou vários romances, jogos eletrônicos e filmes animados.
Dr. Slump lançou a carreira de Toriyama. Foi premiado com o Shogakukan Manga Award para mangá shōnen e shōjo em 1981, e vendeu mais de 30 milhões de cópias no Japão. O mangá foi lançado no Brasil pela editora Conrad de 2002 a 2003 no formato meio tanko até o volume 14 (equivalente aos sete primeiros volumes da edição japonesa) e então interrompido. Somente em 2017 a obra sairia novamente em terras brasileiras pela editora Panini, publicando assim a obra completa.

## Enredo
Dr. Slump se passa na Vila Pinguim (ペンギン 村, Pengin Mura), um lugar onde os seres humanos vivem com todos os tipos de animais e outros objetos. Nesta vila, vive Senbei Norimaki, um inventor. Seu apelido é "Dr. Slump". Ele constrói o que ele espera ser a primeira robô do mundo, a que ele deu nome de Arale Norimaki, por ser um inventor muito desastrado, cria uma robô míope, ela logo acaba precisando usar óculos. Arale é também muito ingênua. Ao contrário dos humanos, ela possui super-força. Em geral, o mangá centra-se em confusões entre Arale, a humanidade e as invenções do Dr. Senbei. O mangá é cheio de trocadilhos e piadas, e paródias das culturas japonesa e americana. Por exemplo, um dos personagens recorrentes é "Suppaman", uma versão gorda e baixinha do Superman, mas o Suppaman não pode voar bem. No meio da série, um vilão recorrente chamado Dr. Mashirito aparece como um rival de Senbei.

## Mídias

### Mangá
Dr. Slump foi originalmente serializado na Weekly Shonen Jump em 1980 e foram coletados em 18 volumes tankōbon. Foi remontado em uma edição aizōban de nove volumes, em 1990. Remontado também em 1995 numa edição bunkoban, de 9 volumes. E também no formato kanzeban de 15 volumes em 2006.
Depois de Dr. Slump terminar em 1984, os personagens retornam em alguns capítulos do mangá Dragon Ball, em que Arale e Goku se unem para derrotar o General Blue nos eventos da Red Ribbon.
Dr. Slump também teve uma outra versão mangá, que foi escrito por Takao Koyama  e ilustrado por  Katsuyoshi Nakatsuru e serializado na V-Jump entre 1994 e 1996 sob o título de The Brief Return of Dr. Slump (ちょっと だけ かえって きた Dr. スランプ Chotto Dake Kaettekita Dokutā Suranpu?), que foi coletado em quatro volumes tankōbon.
Para promover o lançamento do primeiro Box de DVD de Dr. Slump & Arale-chan, Akira Toriyama criou um one-shot (que ao mesmo tempo era spin-off) chamado Dr. Mashirito & Abale-chan publicado pela Weekly Shonen Jump em 2007. A história gira em torno de uma colega mal de Arale criado por Dr. Mashirito chamada Abale. Dr. Mashirito & Abale-chan foi adaptado em um curta de cinco minutos.

### Anime
O mangá Dr. Slump foi adaptado para anime em duas séries. A primeira foi Dr. Slump & Arale-Chan (Dr. スランプ アラレ ちゃん) exibido entre 1981 e 1986 e teve 243 episódios. A segunda foi The New Dr. Slump, um remake da primeiro que foi ao ar entre 1997 e 1999 e teve 74 episódios. Além disso, 11 filmes de animação foram produzidos.
Dr. Slump aparece em alguns episódios de Dragon Ball, como A Vila Pinguim, e seus personagens  do episódio 55 ao 58. Son Goku (versão criança de Dragon Ball), aparece, também na nova versão o The New Dr. Slump, em diversos episódios. Arale aparece no episodio 69 de Dragon Ball Super, ela tem uma pequena batalha com Vegeta e Son Goku.

## Personagens
- Arale Norimaki
- Senbei Norimaki
- Gatchan
- Midori Yamabuki Norimaki
- Turbo Norimaki
- Akane Kimidori
- Taro Soramame
- Obotchaman
- Tsukutsun Tsun

## Jogos
Um jogo de Dr. Slump chamado "Hoyoyo Bomber" foi lançado para o Game & Watch, em 1982, no Japão. Um jogo de Dr. Slump para o videogame foi lançado em 1983 para o Arcadia 2001. Um jogo para o PlayStation baseado em "The New Dr. Slump" foi lançado em 18 de março de 1999, apenas no Japão. Foi lançado em 30 de outubro de 2008 um jogo para o Nintendo DS chamado "Dr. Slump: Arale-Chan".
Arale aparece no jogo da Famicom, Famicom Jump: Hero Retsuden de 1988. Arale e Dr. Mashirito aparecem no jogo de Nintendo DS, Jump Super Stars. Ambos retornam na sequência, Jump Ultimate Stars, também para o DS. Arale aparece como um personagem jogável e a Vila Pinguim é um mapa jogável em Dragon Ball Z: Budokai Tenkaichi 3 para a PlayStation 2 e Wii. No jogo de PlayStation 2, Super Dragon Ball Z, Suppaman aparece no fundo do nível da cidade. Arale também é uma personagem jogável em Dragon Ball: Origins 2 para Nintendo DS.

## No Brasil
A Conrad Editora começou a publicar o mangá no Brasil em junho de 2002, no formato meio-tankohon, mas foi cancelado por baixas vendas na décima quarta edição (correspondente a sétima edição japonesa. Em julho de 2017, a Panini Comics relançou o mangá no país, pelo seu selo Planet Manga.